# Peter Cornelius (kompositör)
Carl August Peter Cornelius, född den 24 december 1824 i Mainz, död där den 26 oktober 1874, var en tysk tonsättare, musikskribent, poet och översättare. Han var son till en kusin till Peter von Cornelius.

## Biografi
Cornelius spelade redan i unga år fiol och komponerade sånger och började studera komposition för Heinrich Esser 1841. Han studerade även musikteori för Siegfried Dehn. Cornelius bodde hos sin farbror målaren Peter von Cornelius i Berlin från 1844 till 1852. Under denna tid mötte han flera prominenta personer såsom Alexander von Humboldt, Bröderna Grimm, Friedrich Rückert och Felix Mendelssohn. Under sina sista år i Berlin var Cornelius musikkritiker i flera av de stora Berlintidningarna och blev bekant med Joseph von Eichendorff, Paul Heyse och Hans von Bülow.
Cornelius första mogna verk (inklusive operan Barberaren i Bagdad) skrev han under sin korta tid i Weimar (1852–1858). Han flyttade därefter till Wien där han stannade i fem år. I Wien blev han vän med Richard Wagner. Det var på Wagners inrådan som han sedan flyttade till München där han också gifte sig och fick fyra barn.
Trots sin vänskap med Wagner och Franz Liszt var Cornelius relation till den så kallade nytyska skolan frostig. Han besökte inte premiären på Tristan och Isolde med Wagner och Bülow utan ursäktade sig med att han hade premiär på sin egen opera Der Cid. Hans tredje och sista operaprojekt Gunlöd, som baserar sig på Eddan var ofullbordat då han avled i diabetes.

## Verk
Cornelius ganska blygsamma produktion består mest av sånger (omkring 100), duetter (23) och körverk, många för manskör. Många av dessa verk och alla tre operorna, har texter av Cornelius egen hand. Han skrev också ett litet antal verk för pianosolo, inkluderande en pianosonat (1848).

### Operor
- Barberaren i Bagdad - opera buffa i 2 akter, komponerad 1855–1858 (uruppfördes i Weimar den 15 december 1858)
- Der Cid - lyriskt drama i 3 akter, komponerad 1860-1865 (uruppfördes i Weimar den 21 maj 1865)
- Gunlöd - opera i 3 akter, komponerad 1866–1874, ofullbordad
  - färdigställd av Karl Hoffbauer 1879 (uruppfördes i Weimar den 6 maj 1891)
  - färdigställd av Waldemar von Baussnern 1906 (uruppfördes i Köln den 15 december 1906)

### Kammarmusik
- Introduktion, Andante och Polonaise, op. 1 (oboe och piano, 1840)
- 3 Violinsonater, op. 2
  - Violinsonat nr.1 i C-dur (1840)
  - Violinsonat nr.2 i Ess-dur (1844)
  - Violinsonat nr.3 i E-dur (1846)
- 4 Stråkkvartetter
  - Stråkkvartett nr.1 i Ass-dur (1841)
  - Stråkkvartett nr.2 i C-dur (1841)
  - Stråkkvartett nr.3 i G-dur (1842)
  - Stråkkvartett nr.4 i D-dur (1842)

### Körverk i urval
- Versuch einer Messe über den Cantus firmus in der dorischen Tonart – blandad kör och orgel (1852)
- 3 Chorgesänge, op. 11 (1871, till texter av Heinrich Heine och Friedrich Rückert)
  - "Der Tod, das ist die kühle Nacht" - dubbelkör (Heine)
  - "An den Sturmwind" - dubbelkör (Rückert)
  - "Jugend, Rausch und Liebe" – 6-st blandad kör (SSATTB) (Rückert)
- 3 Männerchöre, op. 12 (1872-3)
  - "Der alte Soldat" - 6T, 3B (text av Joseph von Eichendorff)
  - "Reiterlied" – dubbel manskör (Eichendorff)
  - "Der deutsche Schwur" - manskör (Cornelius)